# Leptoceratòpsids
Els leptoceratòpsids (Leptoceratopsidae) són una família de dinosaures ceratops. Tots els leptoceratòpsids s'han trobat exclusivament en estrats del Cretaci superior a l'Àsia i a l'oest de Nord-amèrica, amb l'excepció d'un únic os controvertit d'Austràlia.